# 休·赛克斯·戴维斯
休·赛克斯·戴维斯（英文：Hugh Sykes Davies，1909年8月17日—1984年6月6日），英国诗人，20世纪30年代英国超现实主义小说家，共产主义者。 戴维斯在约克郡出生并且在剑桥大学学习。 他在20世纪30年代在巴黎度过一些时间。 他将作为在1940年普选的一个共产主义者候选人，但是因为第二次世界大战投票被取消。 他是1936年伦敦国际超现实主义者展览会的组织者之一。